# Eremochrysa (Eremochrysa) altilis
Eremochrysa (Eremochrysa) altilis is een insect uit de familie van de gaasvliegen (Chrysopidae), die tot de orde netvleugeligen (Neuroptera) behoort. 
Eremochrysa (Eremochrysa) altilis is voor het eerst wetenschappelijk beschreven door Banks in 1950.